# Dryopteris deweveri
Dryopteris deweveri är en träjonväxtart som först beskrevs av Jansen, och fick sitt nu gällande namn av Jansen och Wachter. Dryopteris deweveri ingår i släktet Dryopteris och familjen Dryopteridaceae. Inga underarter finns listade.